# The Dying Song (Time to Sing)
«The Dying Song (Time to Sing)» — песня американской группы Slipknot. песня была выпущена в качестве второго сингла с предстоящего седьмого студийного альбома группы 19 июля 2022 года.

## Предыстория
16 декабря 2021 года Кори Тейлор в интервью HardDrive Radio заявил, что цель состояла в том, чтобы свести альбом в январе, чтобы он был готов к выпуску через два или три месяца, либо в марте, либо в апреле. Он также заявил, что в настоящее время Клоун работает над обложкой альбома и музыкальными клипами для «The Chapeltown Rag» и «каким бы не был первый сингл».
18 мая 2022 года, находясь на официальном сервере Knotverse Discord, Клоун заявил, что «новый сингл выйдет довольно скоро».
6 июня, находясь в официальном аккаунте Knotfest Twitch, Вайнберг рассказал о предстоящем альбоме, включая информацию о песне, сказав, что он, надеюсь, будет выпущен «в течение следующего месяца или около того».
18 июля информация о втором сингле альбома, на котором была представлена официальная обложка альбома с оригинальным названием The End, for Now…, просочилась на Reddit. А 19 июля полный трек-лист альбома был опубликован в Твиттере. А позже в тот же день группа официально анонсировала альбом The End, So Far, а также музыкальное видео на сингл.

## Реакция
Журнал Metal Hammer позитивно оценил не только саму композицию, но и клип к ней. Отмечается, что сингл напоминает песню The Heretic Anthem этой же группы. Отмечено, что «новый сингл — это волнующее вступление к последней главе Slipknot и убедительное доказательство того, что не все вещи смягчаются с возрастом».